# (2041) Lancelot
(2041) Lancelot est un astéroïde de la ceinture principale.

## Description
(2041) Lancelot est un astéroïde de la ceinture principale. Il fut découvert par le programme PLS le 24 septembre 1960 au Mont Palomar. Il présente une orbite caractérisée par un demi-grand axe de 3,1545 UA, une excentricité de 0,1999 et une inclinaison de 2,9807° par rapport à l'écliptique.
Il fut nommé en hommage au personnage de la légende arthurienne Lancelot du Lac, chevalier de la Table ronde.

## Compléments